# Rainier Fog (singel)
Rainier Fog – czwarty singel amerykańskiego zespołu muzycznego Alice in Chains, promujący szósty album studyjny Rainier Fog, opublikowany 24 sierpnia 2018 nakładem wytwórni BMG. Utwór został zamieszczony na drugiej pozycji na płycie. Czas trwania wynosi 5 minut i 1 sekundę. Autorem tekstu i kompozytorem jest Jerry Cantrell. Inspiracją dla nazwy utworu, jak i samego albumu był położony nieopodal Seattle w stanie Waszyngton stratowulkan Mount Rainier. Premiera singla miała miejsce 26 lutego 2019.

## Historia nagrywania
Demonstracyjna wersja utworu „Rainier Fog” została nagrana w domu Jerry’ego Cantrella w Los Angeles. Partie gitary basowej zarejestrował Duff McKagan, muzyk Guns N’ Roses i przyjaciel Cantrella, który również wywodzi się z Seattle. W rozmowie z miesięcznikiem „Rolling Stone” gitarzysta przyznał, że McKagan od razu polubił główny riff kompozycji i przewidywał, że będzie to pierwszy singel, choć Cantrell nie miał jeszcze napisanego tekstu. Inspiracją dla nazwy utworu oraz całego albumu był stratowulkan Mount Rainier, znajdujący się niespełna 90 kilometrów na południowy wschód od Seattle w stanie Waszyngton.

## Analiza

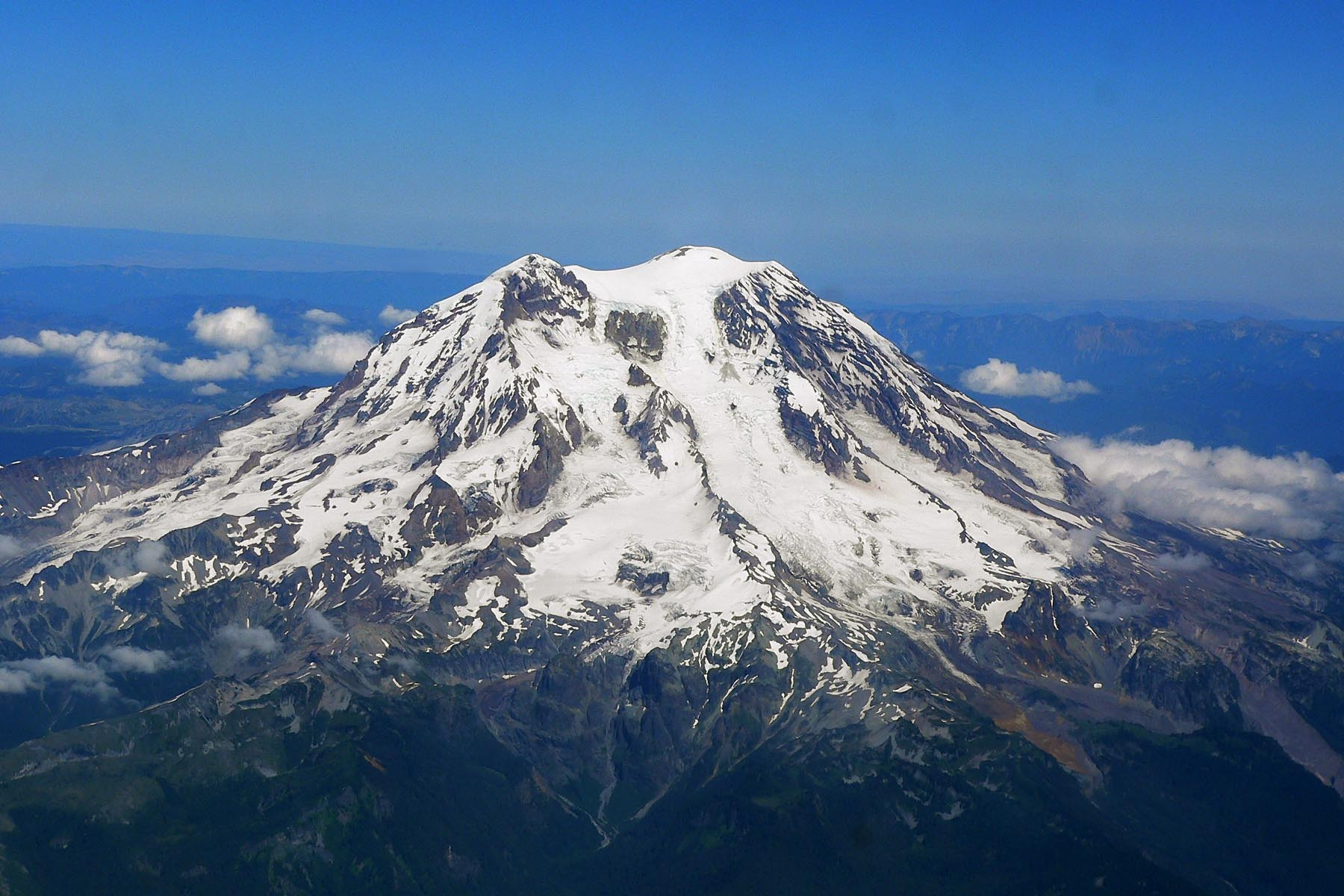
Inspiracją do nazwy utworu i albumu był stratowulkan Mount Rainier

Warstwa liryczna, napisana przez Cantrella, jest hołdem złożonym muzycznej scenie Seattle, która pod koniec lat 80. ewaluowała za sprawą takich wykonawców jak Alice in Chains, Mother Love Bone, Mudhoney, Nirvana, Screaming Trees i Soundgarden. Komentując znaczenie tekstu, muzyk powiedział: „Ta piosenka jest małym hołdem dla tego wszystkiego; skąd pochodzimy, kim jesteśmy, wszystkie triumfy, tragedie życiowe”, dodając w dalszej części: „To małe miasto i wszyscy się znaliśmy (…) Naprawdę trudno być facetem, który przez cały czas musi rozmawiać o swoich zmarłych przyjaciołach… Po 15 latach mówienia o śmierci moich przyjaciół, po prostu chcesz się skupić na życiu i posuwaniu naprzód, ponieważ to naprawdę wszystko, co mogę kontrolować. Tęsknię za nimi wszystkimi”.
W rozmowie z magazynem „Classic Rock” muzyk stwierdził, że fragment tekstu: „Left me he so all alone, only for me to find/Hear your voice on waves we rode, echoes inside my mind/Disembodied just a trace of what it was like then/With you here we shared a space that’s always half-empty”, odnosi się bezpośrednio do Layne’a Staleya i Mike’a Starra, byłych członków Alice in Chains (pierwszy zmarł w kwietniu 2002 z powodu przedawkowania mieszanki heroiny i kokainy, drugi w listopadzie 2011 w wyniku przedawkowania metadonu i leków przeciwlękowych). „To Layne. To Layne i Mike. Pan Staley i pan Starr. Nadal są z nami. Właśnie zacząłem pisać i skończyło się na tym skąd pochodzimy i kim jesteśmy. Uhonorowanie rodzinnego miasta, wszystkich tutejszych muzyków, także nieżyjących, i wszystkiego. To osobista refleksja nad życiem. Ale nie tylko przez ramię – również patrząc w przód. Będąc bardzo dumnym i zaszczyconym, że wciąż to robię”.

## Teledysk
Teledysk do utworu został opublikowany 7 marca 2019 na oficjalnym kanale zespołu w serwisie YouTube. Wideoklip wyreżyserował Adam Mason, autor filmu science-fiction Black Antenna (2019), w którym zostały wykorzystane wszystkie utwory Alice in Chains z albumu studyjnego Rainier Fog.
Fabuła teledysku, będąca drugim odcinkiem filmu science-fiction Black Antenna, jest kontynuacją historii zapoczątkowanej w drugiej wersji wideoklipu z singla „The One You Know”. Historia przedstawia losy Alphy (Paul Sloan) i jego 21-letniej córki Bety (Viktoriya Dov), którzy w milczeniu przemierzają Kalifornię swoją ciężarówką. Porozumiewają się ze sobą jedynie telepatycznie. Beta zajmuje się okradaniem mężczyzn, których uwodzi, zabierając im między innymi telefony komórkowe i laptopy. Alpha desperacko próbuje zbudować coś na wzór anteny, aby móc znaleźć sposób na przekazanie wiadomości swoim ludziom w domu. Jednocześnie ojciec i córka są śledzeni przez siły zła i muszą unikać śmierci.

## Wydanie

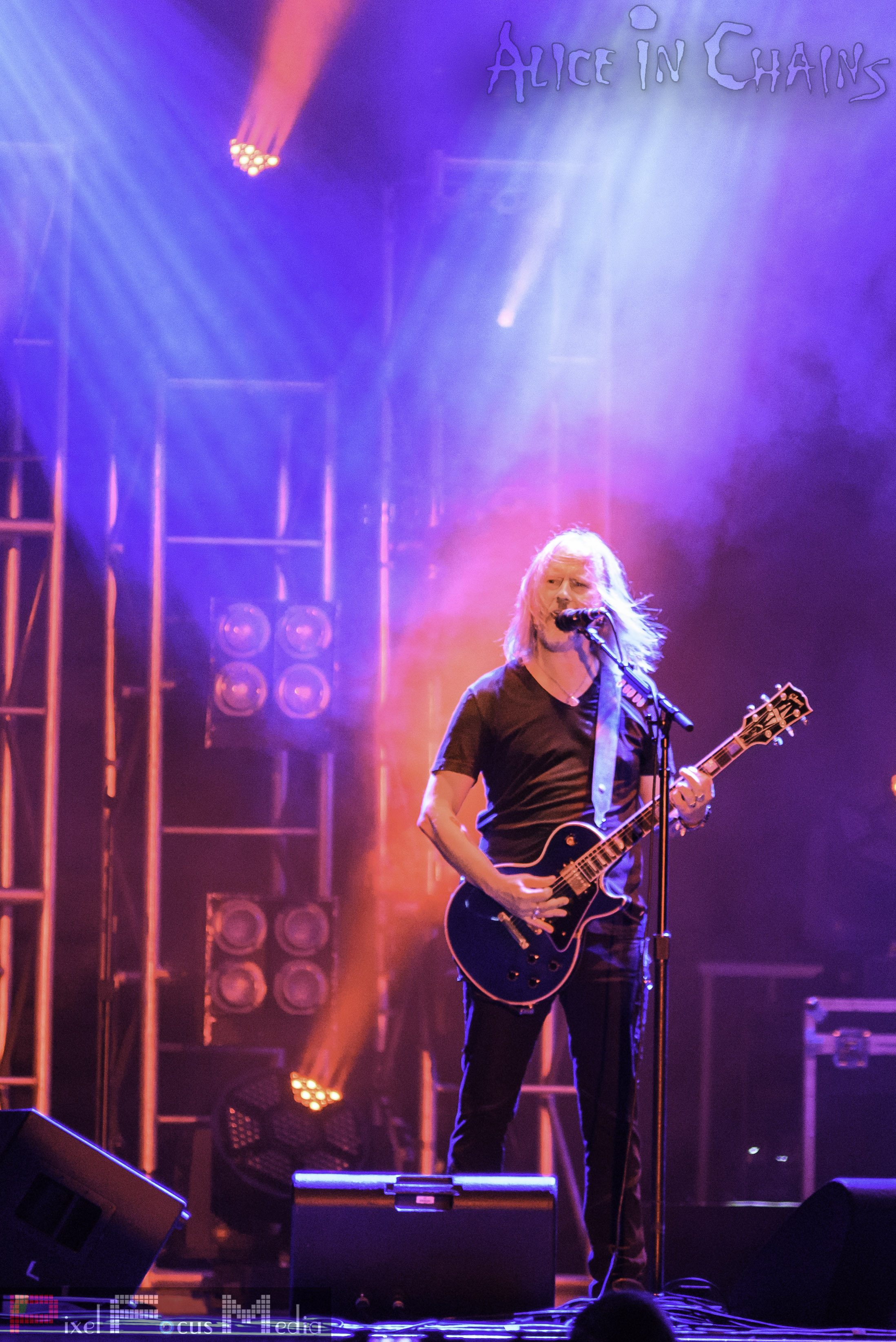
Cantrell napisał „Rainier Fog” w hołdzie dla muzycznej sceny Seattle

„Rainier Fog” został opublikowany 24 sierpnia 2018 na albumie studyjnym Rainier Fog. 5 lutego 2019 Cantrell w rozmowie z „The Seattle Times” poinformował, że trwają prace nad edycją utworu dla rozgłośni radiowych.
26 lutego 2019 zespół opublikował za pośrednictwem swojego oficjalnego konta w serwisie YouTube tzw. lyric video, które różni się od nagrania studyjnego niższym tonem, wolniejszym tempem oraz czasem trwania (5 minut i 14 sekund). 22 marca na kanale YouTube ponownie zamieszczono studyjną wersję „Rainier Fog”, tym razem z prawidłowym czasem trwania (5 minut i 1 sekunda) oraz nowym lyric video, a wolniejsza wersja została usunięta z kanału zespołu.

## Odbiór

### Krytyczny
W ocenie Grzegorza Bryka z miesięcznika „Gitarzysta” „Rainier Fog” napędzają „przybrudzone, grunge’owe riffy”. Brian Ives z magazynu on-line Loudwire przyznał, że utwór „może znaleźć się wśród najlepszych piosenek zespołu”. Joe Daly z brytyjskiego „Metal Hammera” napisał w swojej recenzji, że „tytułowy utwór służy smutnemu spojrzeniu na scenę Seattle, kiedy zaczynali. Dzięki brzęczącym riffom i hipnotycznym tempom, można usłyszeć więcej Bowiego niż Black Sabbath”. Z kolei Chris Familton stwierdził na łamach „The Music”, że „Rainier Fog” to „prawdziwy skarb”. Autor zaznaczył, że utwór zawiera mniej metalowych rozwiązań, na rzecz „kipiącego punka, wyrastającego z głośników z gwałtownym napływem glam rocka”.

### Komercyjny
26 marca 2019 singel „Rainier Fog” zadebiutował na 37. lokacie notowania tygodnika „Billboard” Mainstream Rock Songs. Po siedmiu tygodniach obecności w zestawieniu, 4 maja utwór uplasował się na 20. miejscu.

### Wykorzystanie utworu
13 grudnia 2018 kompozycja została wykorzystana w 40-sekundowym zwiastunie filmu science-fiction Black Antenna. Utwór, podobnie jak i pozostałe dziewięć z płyty Rainier Fog, został użyty we wspomnianym filmie.

## Utwór na koncertach
Premiera koncertowa „Rainier Fog” miała miejsce 18 października 2018, podczas występu Alice in Chains w Pikes Peak Center for the Performing Arts w Colorado Springs w ramach Rainier Fog Tour.

## Lista utworów na singlu
digital download:
| Nr | Tytuł utworu  | Autorzy        | Długość |
| -- | ------------- | -------------- | ------- |
| 1. | „Rainier Fog” | Jerry Cantrell | 5:01    |

## Personel
Opracowano na podstawie materiału źródłowego:
|  | Alice in Chains - William DuVall – śpiew, gitara rytmiczna - Jerry Cantrell – śpiew, gitara prowadząca, wokal wspierający - Mike Inez – gitara basowa - Sean Kinney – perkusja | Produkcja - Producent muzyczny: Nick Raskulinecz - Inżynier dźwięku: Paul Figueroa, Nathan Yarborough, dodatkowy asystent: Steve Olmon - Miksowanie: Joe Barresi w JHOC Studios, Pasadena - Mastering: Dave Collins |

## Notowania
| Lista (2019)                               | Pozycja |
| ------------------------------------------ | ------- |
| Mainstream Rock Tracks (Stany Zjednoczone) | 20      |